# Mwamba Kazadi
Robert Mwamba Kazadi (Elisabethville, 1947. március 6. – 1996.) zairei válogatott kongói labdarúgókapus.

## Pályafutása

### A válogatottban
1969 és 1971 között a Kongó-Kinshasa-i válogatottban, majd 1971-től a zairei válogatottban szerepelt. Részt vett az 1968-as, az 1972-es és az 1974-es afrikai nemzetek kupáján, illetve az 1974-es világbajnokságon.

## Sikerei, díjai
TP Mazembe
- Zairei bajnok (2): 1969, 1976
- CAF-bajnokok ligája (2): 1967, 1968

Kongó-Kinshasa
- Afrikai nemzetek kupája győztes (1): 1968

Zaire
- Afrikai nemzetek kupája győztes (1): 1974